# Tillandsia atenangoensis
Tillandsia atenangoensis är en gräsväxtart som beskrevs av Renate Ehlers och Wülfingh. Tillandsia atenangoensis ingår i släktet Tillandsia och familjen Bromeliaceae. Inga underarter finns listade i Catalogue of Life.